# Scodionyx
Scodionyx là một chi bướm đêm thuộc họ Noctuidae.

## Loài
- Scodionyx mysticus Staudinger, 1900